# Roy Castle
Roy Castle (31 de agosto de 1932 – 2 de septiembre de 1994) fue un bailarín, trompetista de jazz, cantante, humorista, actor y presentador televisivo de nacionalidad británica.

## Primeros años
De padre ferroviario, Castle nació en Scholes, Inglaterra, y estudió en la Honley High School.  Era bailarín de claqué desde niño y, tras dejar la Grammar School de Holme Valley, comenzó su carrera como artista en un grupo teatral de aficionados. En la década de 1950 vivía en Cleveleys, cerca de Blackpool, y actuaba allí en el Queen's Theatre, haciéndose profesional en 1953 como humorista acompañante de Jimmy Clitheroe y Jimmy James. En 1958 ya actuó en el Royal Variety Show.

## Carrera televisiva
A mediados de la década de 1960 protagonizó el programa televisivo de la BBC The Roy Castle Show. En 1965 actuó en el film Dr. Who and the Daleks, interpretando el papel del primer ayudante del Doctor Who, Ian Chesterton, de un modo totalmente diferente al que había sido interpretado el personaje en la serie original por William Russell. También intervino en Dr. Terror's House of Horrors, en el papel de un músico de jazz que sufre una maldición tras copiar música vudú. Luego en el año de 1966 Roy participa en la película de Alan Handley titulada "Alicia a través del espejo" (junto con Judi Rolin como "Alicia" y Jack Palance como el "Jabberwock" o "Dusvelock") Roy haciendo el papel de "Lester, el Bufón" o el "Payaso Saltarín" en algunas ediciones dobladas en español para Latinoamérica. Otra de sus interpretaciones fue la de Carry On up the Khyber en 1968. En 1973 Castle colaboró con el actor y humorista Ronnie Barker en Another Fine Mess (un episodio de una serie llamada Seven of One). Barker fue uno de los mejores amigos de Castle, rindiéndole homenaje tras su fallecimiento.
Entre 1967 y 1968, con motivo de la enfermedad de Eric Sykes, Castle trabajó junto a Jimmy Edwards en Londres en la representación de una farsa titulada Big Bad Mouse. El show se convirtió en fijo del Teatro Shaftesbury y, aunque el guion no era muy consistente, ofrecía a ambos actores la oportunidad de actuar ad-lib y romper habitualmente la 'cuarta pared' con el público. Así, Castle tocaba la trompeta mientras que Edwards se sentaba delante del patio de butacas leyendo un periódico, bailando claqué y tirando pelotas de ping-pong a las butacas. Castle también fue sustituto de Bruce Forsyth, el cual se encontraba enfermo, presentando en su lugar el programa The Generation Game en 1975.

### Record Breakers
En 1972 empezó a presentar Record Breakers, un programa infantil en el que permaneció casi 20 años. Además, grabó el tema musical del show. Mientras presentaba el programa, él mismo rompió nueve récords, incluyendo los siguientes:
- Bailarín de claque más rápido
- Más larga caminata sobre alas
- Tocar el mismo tema musical con 43 instrumentos musicales diferentes en cuatro minutos.

Presentó el programa hasta unos meses antes de fallecer en 1994, alternándose con Norris y Ross McWhirter, Fiona Kennedy y Cheryl Baker. A partir de 1994 el show fue presentado por Baker y por el antiguo atleta Kriss Akabusi, permaneciendo en antena hasta  2001, con una duración total de 29 años, por lo que fue uno de los programas de trayectoria más duradera de Gran Bretaña.

## Carrera como cantante
Entre 1958 y 1969 Castle grabó numerosos sencillos y tres LP. De los últimos, el más destacado fue Songs For A Rainy Day, grabado en 1966 para Columbia Records y regrabado en formato CD por EMI Gold con el título de Isn't This A Lovely Day. En el disco se recogen 12 canciones cuyo tema central es la lluvia. Es de destacar la colaboración en el disco de algunos de los principales músicos británicos de Jazz del momento, como es el caso de Gordon Beck (piano), Jeff Clyne (bajo), Leon Calvert (fiscorno), Ike Isaacs (guitarra), Ray Swinfield (flauta) y Al Newman (saxo). El LP tiene arreglos de jazz de Victor Graham y cubre una variedad de estilos tales como éxitos de las grandes bandas ("Pennies from Heaven", "Stormy Weather"), baladas ("February Brings The Rain", "Here's That Rainy Day", "Soon It's Gonna Rain"), y bossa nova ("Everytime It Rains", "The Gentle Rain").

## Vida personal
A lo largo de toda su vida Roy Castle sufrió agorafobia, y gran parte de su carrera se vio condicionada por dicho problema. Por ello, su papel como presentador de Record Breakers fue, en ocasiones, un reto para él, pues muchas de las grabaciones se llevaron a cabo en el estudio  TC1 de la BBC, uno de los mayores estudios televisivos de Europa.
Castle se casó con la bailarina Fiona Dickson en 1963 tras ser presentados por Eric Morecambe. Tuvieron cuatro hijos. El más joven, Ben Castle (nacido en 1973), es un saxofonista de jazz de éxito, que ha tocado con Jamie Cullum, Carleen Anderson y Beth Rowley, entre muchos otros. 
El 31 de diciembre de 1992 Castle fue nombrado OBE. También fue galardonado con el Premio Carl Alan, un premio votado por los profesionales del baile.

## Enfermedad y fallecimiento
A Castle le diagnosticaron un cáncer de pulmón en enero de 1992, siendo tratado con quimioterapia y radioterapia. Castle, que no era fumador, culpaba de su enfermedad a sus años tocando la trompeta en clubes llenos de humo. El 26 de noviembre de 1993 Castle anunció que su enfermedad se había reagudizado. Varios meses después llevó a cabo el notorio Tour of Hope a fin de recoger fondos para construir el edificio de la Fundación Roy Castle contra el cáncer de pulmón. 
Roy Castle falleció el 2 de septiembre de 1994, dos días después de cumplir los 62 años. Sus restos fueron incinerados. 